# Chillarón de Cuenca
Chillarón de Cuenca és un municipi de la província de Cuenca, a la comunitat autònoma de Castella-La Manxa.

## Demografia
| 1991 | 1996 | 2001 | 2004 |
| ---- | ---- | ---- | ---- |
| 305  | 307  | 356  | 446  |